# 比利时—卢旺达关系
比利时—卢旺达关系是指比利时和卢旺达这两个国家之间的国际和外交关系。比利时与卢旺达的关系始于国际联盟托管时期，当时现在为卢旺达和布隆迪的比利时殖民地被称为卢旺达-乌隆迪。作为殖民大国，比利时与卢旺达的关系在卢旺达整个国家历史中一直非常重要，即使在独立之后也是如此。
2025年3月17日，卢旺达宣布与比利时断交。

## 历史

### 初步接触
在瓜分非洲之前，卢旺达和布隆迪是大湖地区的独立王国。该地于1894年被德意志帝国吞并，最终成为德属东非的两个地区。作为东非战役的一部分，卢旺达和布隆迪于1916年遭到比利时军队的入侵。该地区的德国军队规模较小，人数远远不足。卢旺达于1916年4月至5月被占领，布隆迪则在6月被占领。

### 比利时统治
第一次世界大战后的《凡尔赛条约》将德国的殖民帝国分割给了协约国。德属东非被分割，比利时获得了卢旺达-乌隆迪，尽管这仅占比利时军队在东非已占领领土的一小部分。随后，国际联盟于1922年7月20日正式将卢旺达-乌隆迪作为第二等托管地授予比利时。托管制度在比利时引发了争议，直到1924年才获得比利时议会的批准。与殖民国的殖民地不同，托管地理论上需要接受位于瑞士日内瓦的国际联盟常设托管委员会的国际监督。
经过一段时间的沉寂，比利时政府在查尔斯·瓦赞的领导下，于1926年至1931年间积极介入卢旺达-乌隆迪事务。比利时人扩大并巩固了基于本土机构的权力结构。在实践中，他们建立了一个图西族的统治阶级，通过两位姆瓦米的全面统治下的酋长和副酋长制度，正式控制以胡图族为主的人口。当时的种族科学和优生学使比利时行政人员相信，图西族在基因上与欧洲人的关系比胡图族更为密切，胡图族则被视为劣等，理应被统治。包括约翰·汉宁·斯皮克的一些学者传播了哈米特假说，认为图西族是入侵欧洲的“高加索人”的后裔，是所有更“文明”的非洲民族的祖先。
1946年4月，国际联盟因未能阻止第二次世界大战而正式解散。出于实际考虑，新成立的联合国接替了国际联盟。联合国于1946年12月投票决定终止对卢旺达-乌隆迪的托管，并以新的“托管领土”地位取而代之。

### 独立
随着非洲反殖民独立运动的兴起以及卢旺达国内的动荡，包括在卢旺达革命期间推翻君主制，卢旺达-乌隆迪于1962年7月1日经过匆忙的过渡而实现独立。根据传统划分，卢旺达-乌隆迪分裂为卢旺达共和国和布隆迪王国。

### 独立后
新独立的卢旺达共和国在首任总统格雷戈瓦·卡伊班达的领导下，迅速与比利时建立了正式的外交关系。

### 屠杀
1993年签署的《阿鲁沙协议》是结束卢旺达内战的和平条约，联合国批准了联合国援助团作为维和部队。比利时和孟加拉国是首批派遣部队的国家，其中比利时特遣队由约440名士兵组成。
朱韦纳尔·哈比亚利马纳1994年4月6日被暗杀后，胡图族势力的宣传电台（包括千丘自由广播电视台）散布谣言，称比利时军队应对此事件负责。在保护时任总理阿加特·乌维林吉伊马纳的途中，15名比利时联合国卢旺达援助团维和人员被卢旺达军队俘虏。其中10名来自伞兵旅的人员被砍刀砍死并被肢解。这是胡图族极端分子的战略行动。正如人权观察组织的艾莉森·德斯·福尔吉斯所指出的，这些谋杀是“1月11日电报中披露的消灭联合国卢旺达援助团部队计划的第一步”。
比利时政府于4月12日宣布撤军，并开始游说援助团彻底撤军。

### 屠杀后
比利时与卢旺达在大屠杀事件發生后重建外交關係。比利时是卢旺达最大的双边援助国之一，2019年的援助金额达到了4184万美元。
卢旺达在2025年3月17日宣布与比利时断交，指责比利时在刚果民主共和国东部地区的武裝衝突的立場。卢旺达外交部批评比利时的“新殖民主义幻想”，以及其在助长种族极端主义、导致1994年针对图西族的种族灭绝方面的“破坏性历史作用”。所有比利时外交官被要求在48小时内离开卢旺达，作为回应，比利时宣布卢旺达外交官为不受欢迎的人，这加剧了两国之间的紧张关系。